# The Limits of Control
The Limits of Control es una película estrenada en 2009 por el director estadounidense Jim Jarmusch. Su protagonista es el actor Isaach De Bankolé, un lobo solitario y delincuente, que se encuentra en España por uno de sus asuntos. El rodaje comenzó en febrero de 2008 en diversos escenarios de Madrid, Sevilla y Almería. La distribuidora en Estados Unidos es Focus Features. Ha recibido críticas desfavorables, y a fecha de 6 de octubre una valoración en el agregador de críticas Rotten Tomatoes del 39%.

## Argumento
Un hombre de pocas palabras llega al aeropuerto de Madrid-Barajas y es enviado a un extraño viaje por España. Acaba encontrándose siempre con personas misteriosas que comparten con él cajas de cerillas. Estas contienen papelitos con letras y números. Una vez leídos, se los traga. Mientras que sus compañeros tienen intervenciones poéticas y filosóficas cuando se encuentran con él, que varían de unas pocas frases a extensos monólogos, el solitario no dice prácticamente ni una palabra. Entre reuniones se sienta en cafés, mira cuadros en museos, se pasa las noches en vela y vestido en la cama y hace ejercicios de Tai Chi.

## Trasfondo
El título de la película está tomado de un ensayo del poeta y literato underground William Burroughs, uno de los favoritos de Jarmusch.  El guion se mantuvo al comienzo con 25 páginas, y sólo se incluyeron los diálogos durante el rodaje.
Para dar al espectador la sensación de que se encuentra en un viaje, Jarmusch eligió sólo las tomas menos limpias y desafortunadas en el taxi que lleva al asesino desde el aeropuerto de Madrid al centro de la ciudad. Según Jarmusch: «El espectador verá el nuevo mundo totalmente a través de los ojos del protagonista, para sentir cómo le bombardean la impresiones». Jarmusch también incrementa la sensación de autenticidad visual incluso con la elección de los materiales fílmicos: en lugar de una película Kodak color, altamente saturada y vívida, su cinematógrafo Chris Doyle utilizó un «material bastante descolorido de Fuji».
El protagonista, Isaach De Bankole es amigo personal de Jim Jarmusch desde hace 25 años. A Jarmusch le gusta de él su forma de interpretación, que es «una combinación de una impresionante presencia física con un mínimo de mímica y gestualidad», que le dotan de una «inaudita expresividad».

## Recepción
El film polariza a audiencia y críticos en dos bandos: mientras algunos se quejan del hecho de que no cumple las expectativas
de un thriller convencional, otros admiran la forma en que la película narra la historia, dirige el estado de ánimo y crea las imágenes.
The Limits of Control se estrenó el 1 de mayo de 2009 tan sólo en un pequeño número de salas de cine estadounidense. La mayor parte de la crítica americana la juzga negativamente. En el portal norteamericano dedicado al cine Rotten Tomatoes, sólo el 32% de 73 críticas la valoran positivamente, y se pueden leer adjetivos como "tediosa" y "sin mérito". En España se estrenó el 22 de septiembre de 2009 en el Festival Internacional de Cine de San Sebastián. En Argentina se estrenó el 26 de noviembre de 2009, y en México el 4 de diciembre de 2009.

## Reparto
- Isaach de Bankolé - Solitario
- Bill Murray - Estadounidense
- Tilda Swinton - Rubia
- Gael García Bernal - Mexicano
- Hiam Abbass - Conductor
- Paz de la Huerta - Desnuda
- Alex Descas - Criollo
- John Hurt - Guitarra
- Youki Kudoh - Moléculas
- Jean-François Stévenin - Francés
- Luis Tosar - Violín[15]